# Mukabela
Mukabela (tur. mukabele ← arap. muqābälä ), džamijsko zajedničko čitanje Kurana, sijela na kojima jedan dio poznavatelja Kurana glasno čita ili recitira, a ostali slušaju i na taj način čitaju. Obično ga više hafiza čita uz Ramazan.